# Bigla Cycling Team 2007
Questa voce raccoglie le informazioni riguardanti la Bigla Cycling Team nelle competizioni ufficiali della stagione 2007.

## Stagione
La squadra ciclistica svizzera Bigla Cycling Team partecipò, nella stagione 2007, alla UCI Women's Road World Cup, ottenendo una vittoria nel GP de Plouay con Noemi Cantele, e chiuse al quinto posto nella classifica della Coppa del mondo UCI. Tra le atlete, miglior posizione nella classifica individuale della Coppa del mondo della stessa Cantele, quarta.

## Organico

### Staff tecnico
GM=General manager; DS=Direttore sportivo.
|  | Naz.                | Ruolo | Sportivo        |  |  |  |
|  | ------------------- | ----- | --------------- |  |  |  |
|  | Svizzera (bandiera) | GM    | Fritz F. Boesch |  |  |  |
|  | Svizzera (bandiera) | DS    | Sven Montgomery |  |  |  |
|  | Svizzera (bandiera) | DS    | Emil Zimmermann |  |  |  |
|  | Svizzera (bandiera) | DS    | Felice Puttini  |  |  |  |

### Rosa
|  | Naz.                  |  | Sportivo            | Anno |  |  |
|  | --------------------- |  | ------------------- | ---- |  |  |
|  | Svezia (bandiera)     |  | Veronica Andréasson | 1981 |  |  |
|  | Italia (bandiera)     |  | Lidia Arcangeli     | 1982 |  |  |
|  | Svizzera (bandiera)   |  | Nicole Brändli      | 1979 |  |  |
|  | Italia (bandiera)     |  | Noemi Cantele       | 1981 |  |  |
|  | Svizzera (bandiera)   |  | Monica Furrer       | 1985 |  |  |
|  | Germania (bandiera)   |  | Tanja Hennes        | 1971 |  |  |
|  | Svizzera (bandiera)   |  | Jennifer Hohl       | 1986 |  |  |
|  | Svezia (bandiera)     |  | Monica Holler       | 1984 |  |  |
|  | Svizzera (bandiera)   |  | Andrea Knecht       | 1983 |  |  |
|  | Svizzera (bandiera)   |  | Bettina Kuhn        | 1982 |  |  |
|  | Svizzera (bandiera)   |  | Catherine Lohri     | 1976 |  |  |
|  | Svizzera (bandiera)   |  | Andrea Thürig       | 1978 |  |  |
|  | Svizzera (bandiera)   |  | Sereina Trachsel    | 1981 |  |  |
|  | Svizzera (bandiera)   |  | Andrea Wolfer       | 1987 |  |  |
|  | Kazakistan (bandiera) |  | Zulfia Zabirova     | 1973 |  |  |

## Palmarès

### Corse a tappe
- Giro Donne

5ª tappa (Nicole Brändli)
- Trophée d'Or Féminin

1ª tappa (Noemi Cantele)
2ª tappa (Nicole Brändli)
Classifica generale (Noemi Cantele)
- Albstadt-Frauen-Etappenrennen

3ª tappa (Monica Holler)
- Giro della Toscana Femminile

2ª tappa parte a (Noemi Cantele)
3ª tappa (Noemi Cantele)
Classifica generale (Noemi Cantele)
- Laxå 3-dagars

1ª tappa (Monica Holler)
2ª tappa parte A Laxå 3-dagars (Monica Holler)
2ª tappa parte B Laxå 3-dagars (Monica Holler)
Classifica Generale Laxå 3-dagars (Monica Holler)

### Corse in linea
- GP Brissago (Noemi Cantele)
- Grand Prix de Plouay (Noemi Cantele)
- GP Raiffeisen (Noemi Cantele)
- Giro di Berna b (Jennifer Hohl)
- GP Södra Hestra Sparbanks (Monica Holler)
- Tjejtrampet (Monica Holler)
- Union Race Open (Monica Holler)
- Västboloppet (Monica Holler)
- Wetzikon (Andrea Knecht)
- Diessenhofen (Andrea Wolfer)

### Campionati nazionali
- Campionati kazaki

In linea (Zulfia Zabirova)
Cronometro (Zulfia Zabirova)

## Classifiche

### UCI Women's World Cup
Individuale
Piazzamenti dei corridori del Bigla Cycling Team nella classifica individuale della UCI Women's World Cup 2007.
| Pos. | Ciclista        | Punti |
| ---- | --------------- | ----- |
| 4    | Noemi Cantele   | 152   |
| 20   | Zulfia Zabirova | 50    |
| 28   | Monica Holler   | 48    |
| 34   | Tanja Hennes    | 35    |
| 37   | Nicole Brändli  | 28    |

Squadra
La Bigla Cycling Team chiuse in quinta posizione con 313 punti.